# Bredsättra socken
Bredsättra socken på Öland ingick i Runstens härad, uppgick 1969 i Borgholms stad och området ingår sedan 1971 i Borgholms kommun och motsvarar från 2016 Bredsättra distrikt i Kalmar län.
Socknens areal är 29,11 kvadratkilometer, varav land 29,07. År 2000 fanns här 251 invånare. Kyrkbyn Bredsättra med sockenkyrkan Bredsättra kyrka ligger i socknen. 

## Administrativ historik
Bredsättra stenkyrka är ursprungligen uppförd på 1100-talet. Det senare uppförda västtornet, har dendrokronologiskt daterats till 1202-1207. I skriftliga källor omtalas Bredsättra socken första gången i ett odaterat brev från omkring 1320 och ett daterat från 1346.
Vid kommunreformen 1862 övergick socknens ansvar för de kyrkliga frågorna till Bredsättra församling och för de borgerliga frågorna till Bredsätra landskommun. Denna senare uppgick 1952 i Köpingsviks landskommun och uppgick 1969 i Borgholms stad, från 1971 Borgholms kommun. Församlingen uppgick 2006 i Köpingsviks församling.
1 januari 2016 inrättades distriktet Bredsättra, med samma omfattning som församlingen hade 1999/2000.
Socknen har tillhört samma fögderier och domsagor som Runstens härad. De indelta båtsmännen tillhörde 1:a Ölands båtsmankompani.

## Geografi

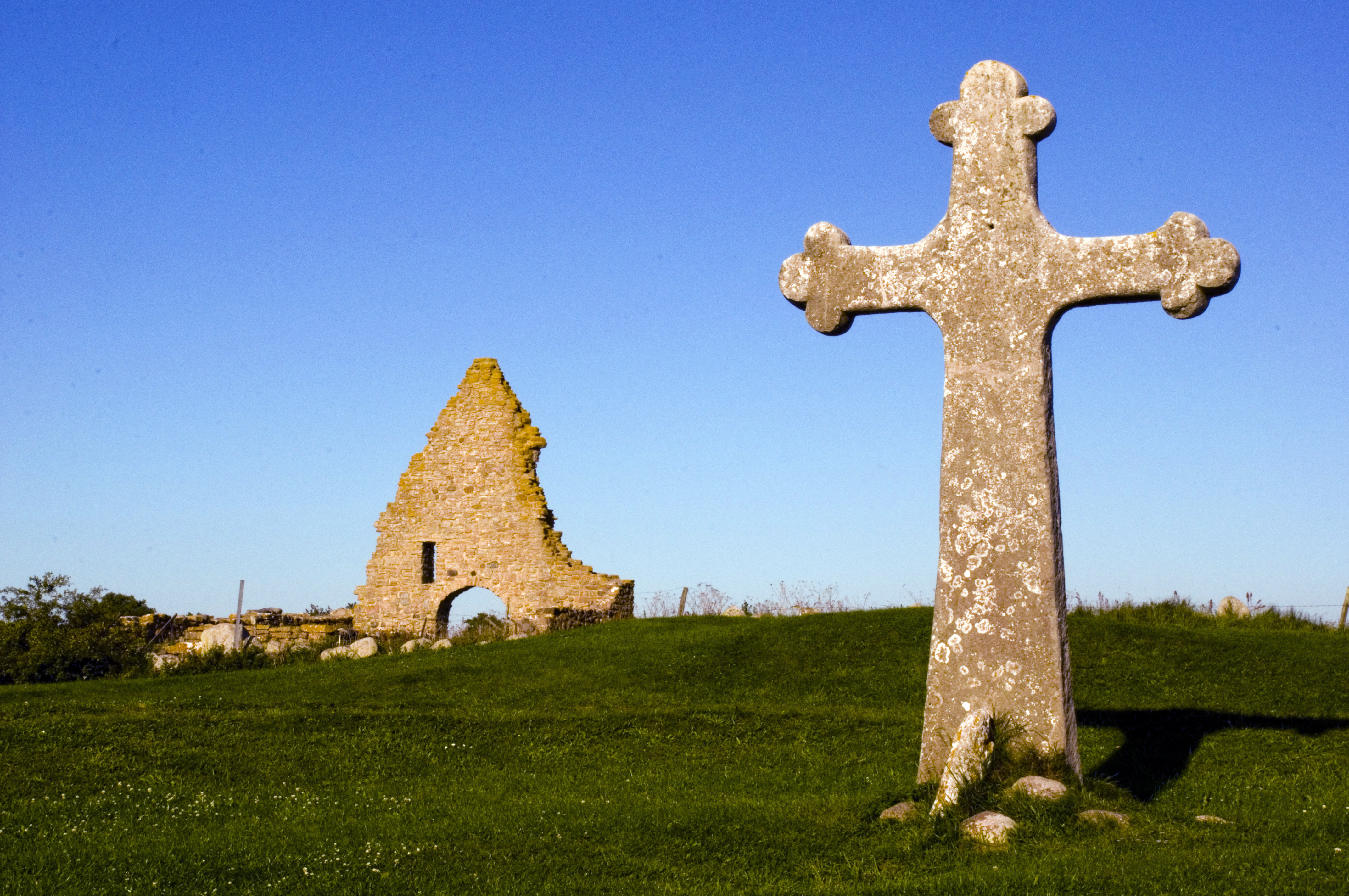
S:ta Birgittas (Britas) kapellruin och stenkorset pa Kapelludden

Bredsättra socken ligger på östra Öland. Socknen består av kal slättbygd. Fyra kilometer öster om kyrkbyn återfinns Kapelludden där den tidigare handelsorten Sikehamn (Sikavarp) låg.

## Fornminnen

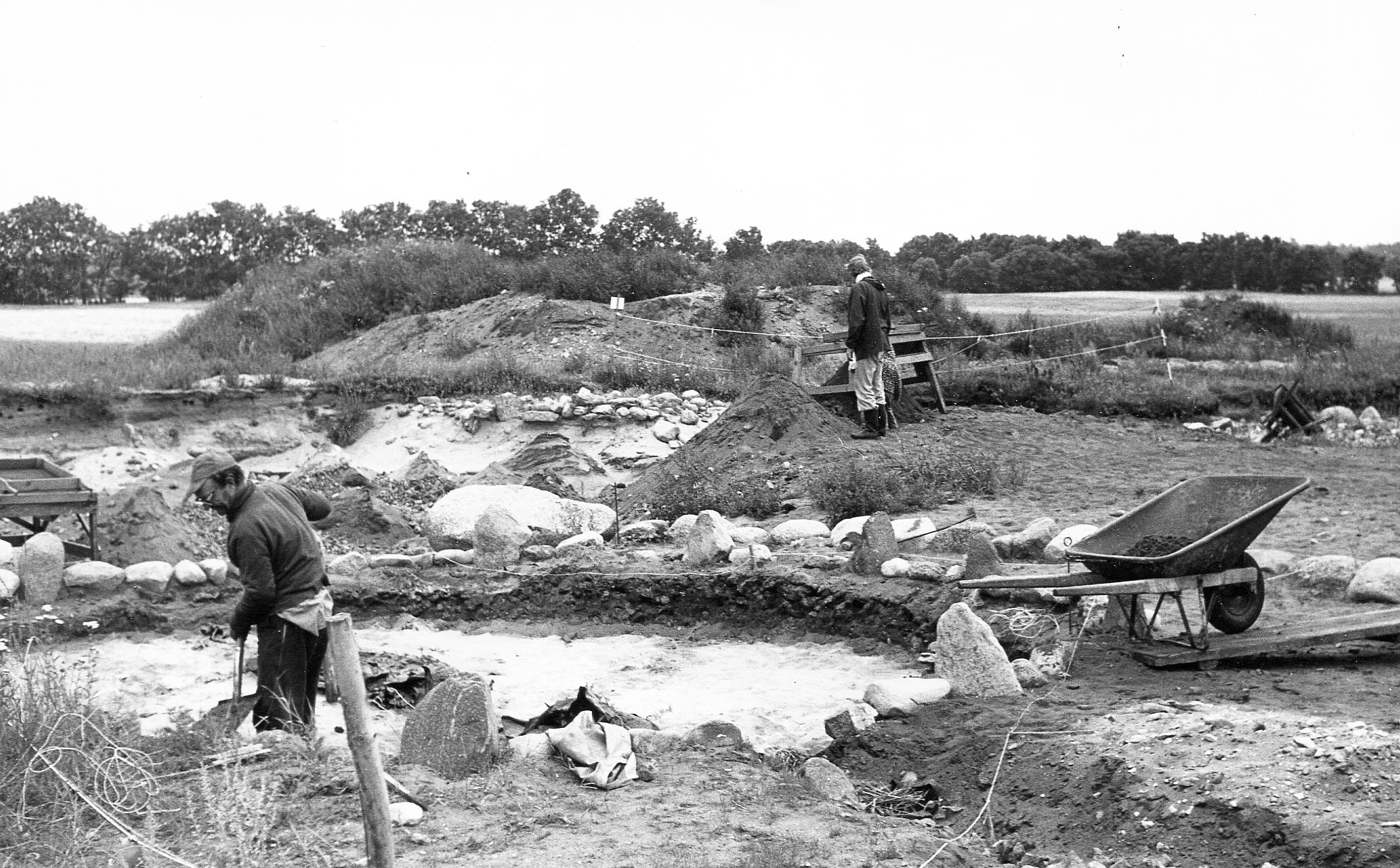
Arkeologiska utgrävningar vid Gåtebo, juli 1976.

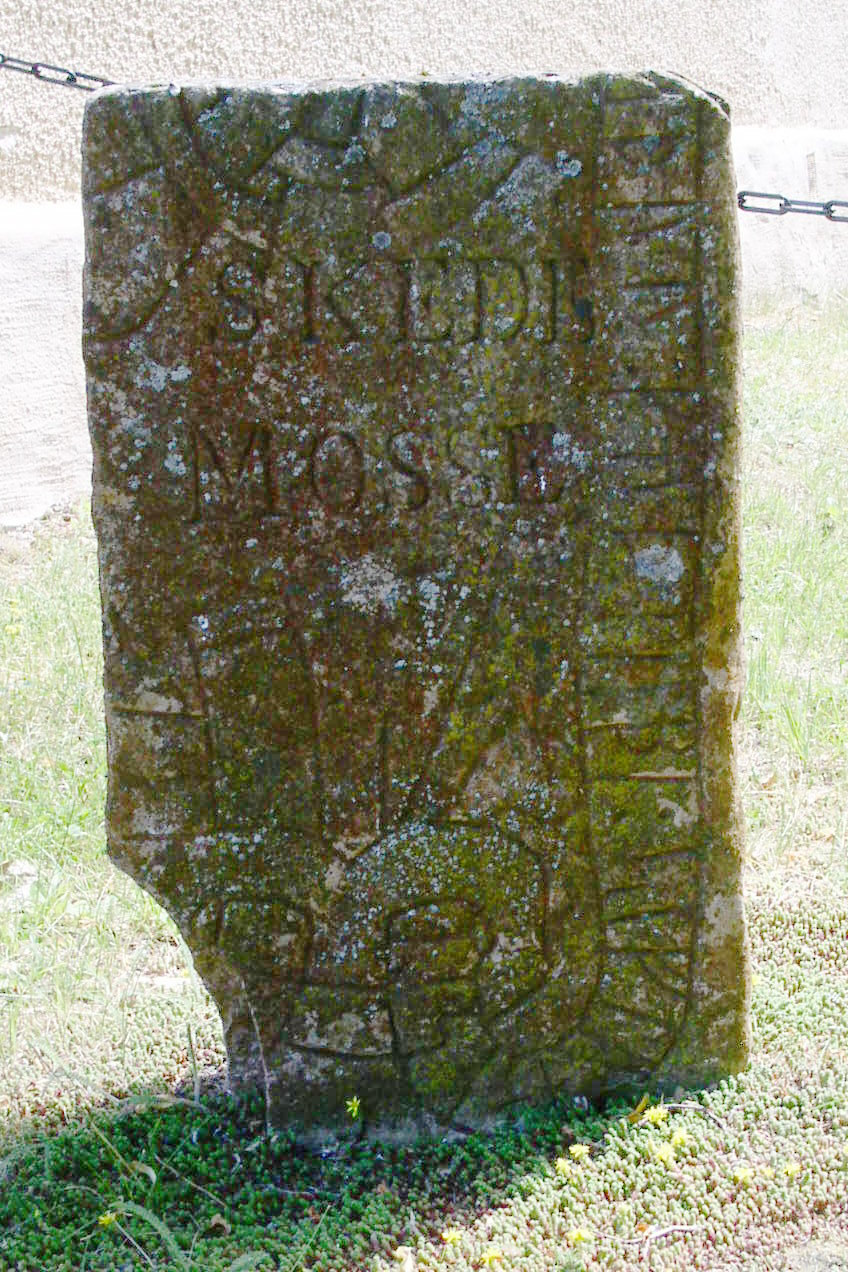
Ölands runinskrifter 44 funnen vid Bo gård

Cirka 200 fornlämningar är kända mest i form av många järnåldersgravfält. En runristning är funnen vid Bo gård och återfinns nu vid museet vid skedemosse.

## Namnet
Namnet (1283 Bredhasäter), taget från kyrkorten, ingår förledet bred och efterledet säter, skogsäng.

## Befolkningsutveckling
| Befolkningsutvecklingen i Bredsättra socken 1750–1990                                                   | Befolkningsutvecklingen i Bredsättra socken 1750–1990 | Befolkningsutvecklingen i Bredsättra socken 1750–1990 | Befolkningsutvecklingen i Bredsättra socken 1750–1990 | Befolkningsutvecklingen i Bredsättra socken 1750–1990 |
| --- | ----------------------------------------------------- | ----------------------------------------------------- | ----------------------------------------------------- | ----------------------------------------------------- |
| |                                                       |                                                       |                                                       |                                                       |
| År |                                                       |                                                       | Folkmängd                                             |                                                       |
| 1750 | 1750                                                  |                                                       | 547                                                   |                                                       |
| 1760 | 1760                                                  |                                                       | 627                                                   |                                                       |
| 1769 | 1769                                                  |                                                       | 622                                                   |                                                       |
| 1780 | 1780                                                  |                                                       | 669                                                   |                                                       |
| 1790 | 1790                                                  |                                                       | 648                                                   |                                                       |
| 1800 | 1800                                                  |                                                       | 661                                                   |                                                       |
| 1810 | 1810                                                  |                                                       | 617                                                   |                                                       |
| 1820 | 1820                                                  |                                                       | 735                                                   |                                                       |
| 1830 | 1830                                                  |                                                       | 773                                                   |                                                       |
| 1840 | 1840                                                  |                                                       | 858                                                   |                                                       |
| 1850 | 1850                                                  |                                                       | 924                                                   |                                                       |
| 1860 | 1860                                                  |                                                       | 985                                                   |                                                       |
| 1870 | 1870                                                  |                                                       | 988                                                   |                                                       |
| 1880 | 1880                                                  |                                                       | 969                                                   |                                                       |
| 1890 | 1890                                                  |                                                       | 832                                                   |                                                       |
| 1900 | 1900                                                  |                                                       | 710                                                   |                                                       |
| 1910 | 1910                                                  |                                                       | 617                                                   |                                                       |
| 1920 | 1920                                                  |                                                       | 561                                                   |                                                       |
| 1930 | 1930                                                  |                                                       | 472                                                   |                                                       |
| 1940 | 1940                                                  |                                                       | 472                                                   |                                                       |
| 1950 | 1950                                                  |                                                       | 440                                                   |                                                       |
| 1960 | 1960                                                  |                                                       | 376                                                   |                                                       |
| 1970 | 1970                                                  |                                                       | 314                                                   |                                                       |
| 1980 | 1980                                                  |                                                       | 286                                                   |                                                       |
| 1990 | 1990                                                  |                                                       | 258                                                   |                                                       |
| Anm: Källor: Umeå universitet - Tabellverket 1749-1859, Demografiska databasen, CEDAR, Umeå universitet |                                                       |                                                       |                                                       |                                                       |

### Fotnoter
1. 1 2 3  Svensk Uppslagsbok andra upplagan 1947–1955: Bredsätra socken
2. 1 2  Harlén, Hans; Harlén Eivy (2003). Sverige från A till Ö: geografisk-historisk uppslagsbok. Stockholm: Kommentus. Libris 9337075. ISBN 91-7345-139-8
3. ↑  Det medeltida Sverige 4:3 Öland
4. ↑  ”Församlingar”. Statistiska centralbyrån. https://www.scb.se/hitta-statistik/regional-statistik-och-kartor/regionala-indelningar/forsamlingar/. Läst 30 december 2022.
5. ↑  Administrativ historik för Bredsättra socken (Klicka på församlingsposten). Källa: Nationella arkivdatabasen, Riksarkivet.
6. 1 2  Sjögren, Otto (1931). Sverige geografisk beskrivning del 2 Östergötlands, Jönköpings, Kronobergs, Kalmar och Gotlands län. Stockholm: Wahlström & Widstrand. Libris 9939
7. 1 2 3  Nationalencyklopedin
8. ↑  Fornlämningar, Statens historiska museum: Bredsättra socken
9. ↑  Fornminnesregistret, Riksantikvarieämbetet: Bredsättra socken Fornminnen i socknen erhålls på kartan genom att skriva in sockennamn (utan "socken") i "Ange geografiskt område"